# اچ‌ام‌اس فرانکلین (جی۸۴)
اچ‌ام‌اس فرانکلین (جی۸۴) (به انگلیسی: HMS Franklin (J84)) یک کشتی بود که طول آن ۲۴۵ فوت ۹ اینچ (۷۴٫۹۰ متر) بود. این کشتی در سال ۱۹۳۷ ساخته شد.